# Festa de Nossa Senhora de Fátima em Praia Grande
A Festa de Nossa Senhora de Fátima de Praia Grande é um tradicional evento organizado pela Casa de Portugal no seu dia, 13 de Maio. A programação começa com uma procissão pelas ruas do Canto do Forte, tendo um andor com a imagem de N. Sra. de Fátima, até chegar na Casa de Portugal, onde é celebrada uma missa na capela existente lá dentro, aos pés do morro que também leva seu nome. Por fim, uma grande queima de fogos dita o início das festividades, que pela proximidade das datas, já dá início a várias festas juninas da cidade.